# Некрасово (Ульяновська область)
Некрасово (рос. Некрасово) — селище в Мелекеському районі Ульяновської області Російської Федерації.
Населення становить 23 особи. Входить до складу муніципального утворення Старосахчинське сільське поселення.

## Історія
Від 2004 року входить до складу муніципального утворення Старосахчинське сільське поселення.

## Населення
| 2010 |
| ---- |
| 23   |